# 紅圳頭義民祠
24°15′03″N 120°40′07″E / 24.250719°N 120.668493°E
紅圳頭義民祠，是位於臺灣臺中市神岡區庄前里、潭雅神自行車道5.25K處的義民廟，與林爽文事件有關。

## 沿革
台中縣文獻會委員陳炎正調查，林爽文事件時，神岡區北庄一帶客家人以李喬基為首，組成鄉勇以防敵軍。附近紅圳頭的閩南聚落死傷慘重，據傳集體埋在當地的隆起土堆。
土堆介於潭雅神自行車道的社南里大樟樹與三民陸橋之間。當地庄前村村長紀經堂對媒體講，傳說死者從七百到近千人都有。紀村長說自小就聽聞紅圳頭在夜晚會有千軍萬馬的聲音，後因人口興盛，傳言漸少。他感嘆當時先民整村幾乎滅族，無後代可祭祀，遂有在土堆上建祠的想法，而與地方人士發起募捐；他也建議在土堆附近建公用廁所，以利觀光客前來與休息。
紅圳頭義民於2006年6月動土，該年末時第一期完工。2007年1月6日，庄前村舉辦2天的法會。同月7日下午舉行開香大典，上千民眾參加，臺中副縣長張壯熙、神岡鄉長王堃棠、立委吳富貴、楊瓊瓔及縣議員許水彬、羅永珍等也到場。該祠後被列入北庄社區的「北庄十景」。
由於紅圳頭義民祠就位於單車道旁，地方人士建議縣府能夠在週邊增設景觀工程，以增添綠園道觀光景點。交通旅遊局在2006年初步會勘後，認為可行，等水利會一旦同意提供用地，就設置公廁、休憩廣場、木橋、AC（瀝青混凝土）路面等。

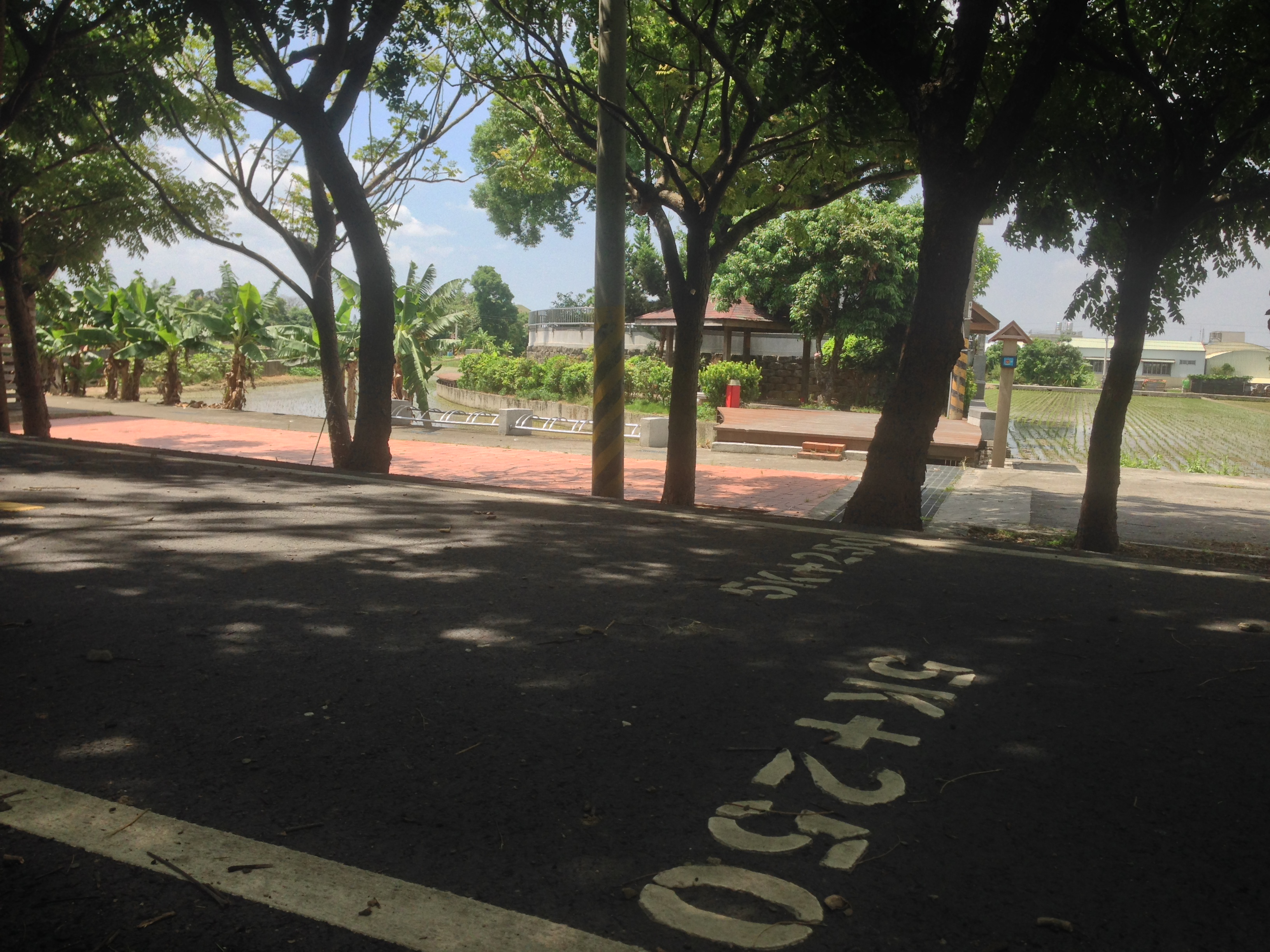
紅圳頭義民祠在自行車道5.25K處。
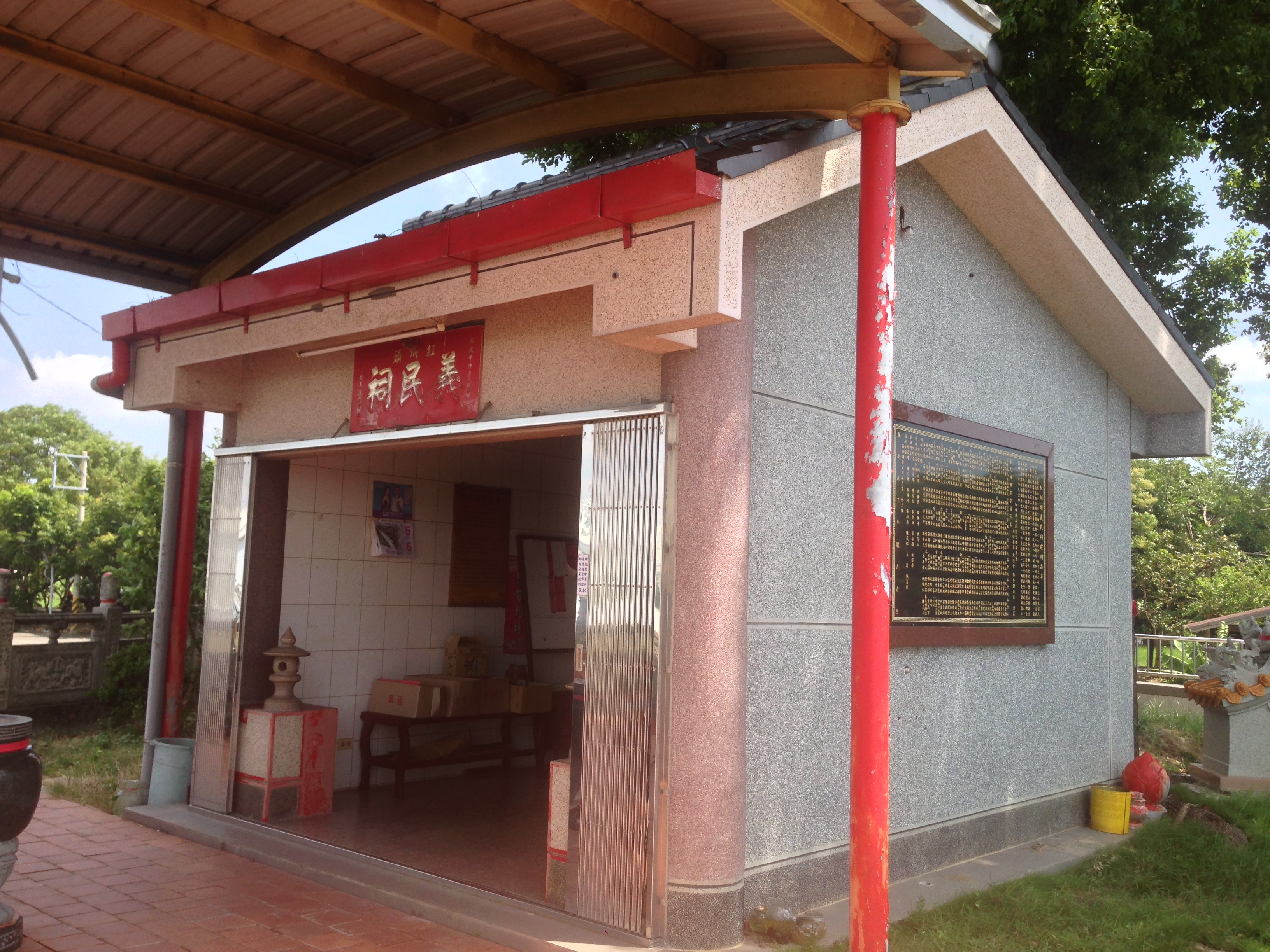
廟身
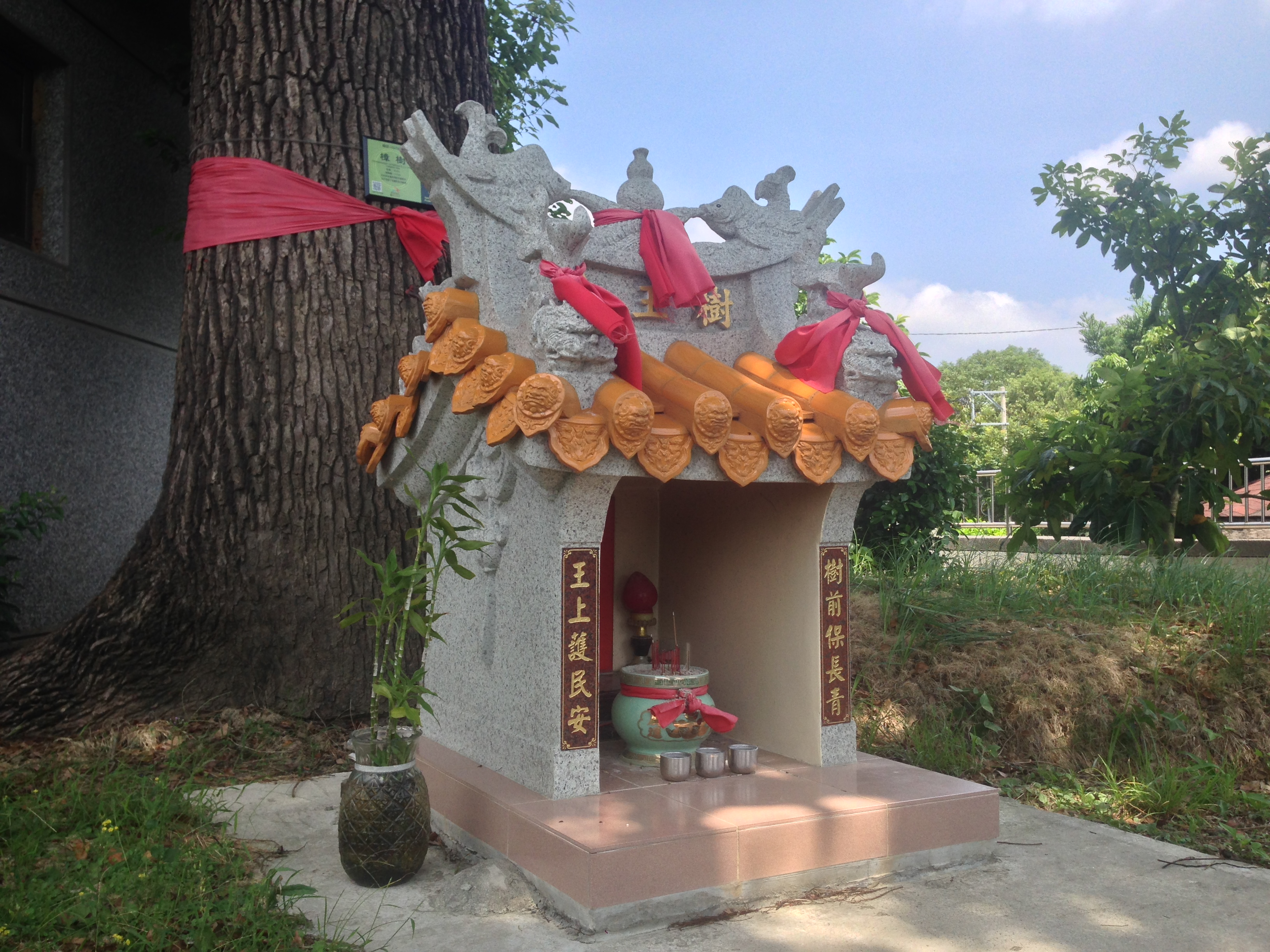
位在祠後方的樹王祠。